# Editorial 7 i Mig
7 i Mig és el nom d'una editorial de Benicull de Xúquer (la Ribera), creada el 1998 per Antoni Martínez, i actualment inactiva. Estava centrada en l'edició de llibres en català, bàsicament d'autors novells. La seua producció, centrada principalment en autors valencians, com ara Jordi Sebastià, Francesc Viadel, J.B.Campos, Lluís Alpera, o Jaume Bru i Vidal, abraçava llibres sobre temes locals (agrupats en la Col·lecció Collita), de poesia (7 i Mig poesia), obres de filosofia (Xènius, col·lecció dirigida per Joan Garí), història o narrativa (col·lecció Quaderns literaris).